# Toyota C-HR II
La Toyota C-HR (Coupé High Rider) est un crossover urbain hybride produit par le constructeur automobile japonais Toyota à partir de 2023. Elle est la seconde génération C-HR après le modèle commercialisé de 2016 à 2023.

## Présentation

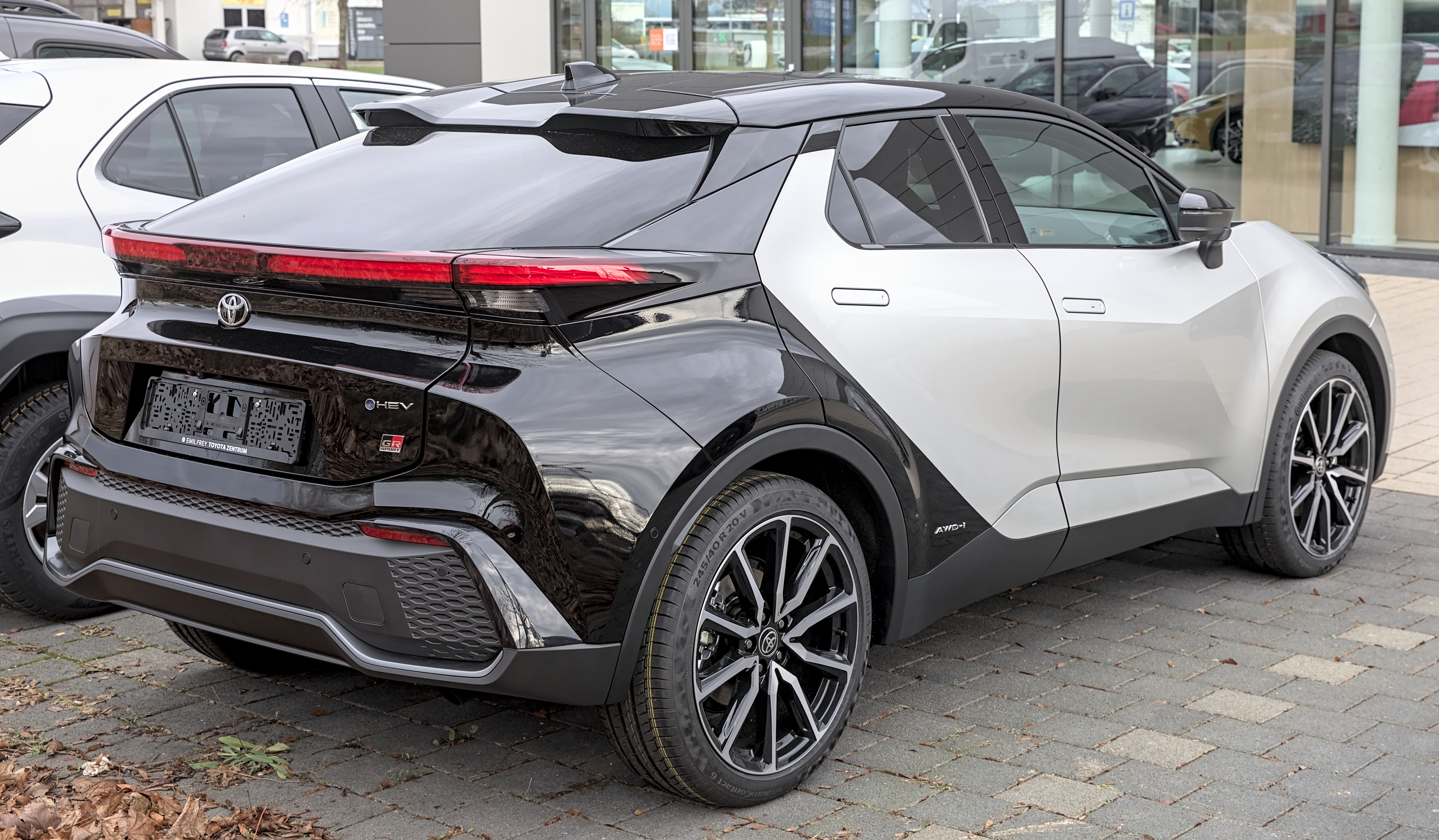
Vue de l'arrière

La Toyota C-HR de seconde génération est annoncée par le constructeur le 12 juin 2023 et présentée officiellement le 26 juin 2023. Elle est construite en Turquie à Adapazarı (province de Sakarya) dans l'usine Toyota Motor Manufacturing Turkey (TMMT).

## Caractéristiques techniques
La C-HR II repose sur la plateforme technique TNGA GA-C (Toyota New Global Architecture) du constructeur.

### Motorisations
La Toyota C-HR est proposée avec trois motorisations. Deux motorisations essence à hybridation légère constituées d'un quatre cylindres en ligne 1,8 litres 122 ch ou 2,0 litres 184 ch, associés à un moteur électrique et une batterie lithium-ion d'une capacité de 4,08 kWh, pour une puissance totale de respectivement 140 ch en traction et 198 ch en traction ou transmission intégrale AWD-i.
La troisième offre est une motorisation hybride rechargeable (PHEV), provenant de la Prius 4ieme version, associant un 4-cylindres essence 2.0 (152 ch / 190 N m de couple) à un moteur électrique (163 ch / 208 N m de couple) et une batterie de 13,6 kWh pour une puissance totale de 223 ch et une autonomie électrique de 66 km.
| Logo de Toyota                | Toyota C-HR                                | Toyota C-HR                         | Toyota C-HR                         | Toyota C-HR                                          |
| Logo de Toyota                | Hybrid 140                                 | Hybrid 200                          | Hybrid 200                          | Hybrid PHEV 220                                      |
| ----------------------------- | ------------------------------------------ | ----------------------------------- | ----------------------------------- | ---------------------------------------------------- |
| Carburant                     | Essence + Hybride                          | Essence + Hybride                   | Essence + Hybride                   | Essence + Hybride rechargeable                       |
| Moteur                        | 4-cylindres                                | 4-cylindres                         | 4-cylindres                         | 4-cylindres                                          |
| Admission                     | Atmosphérique                              | Atmosphérique                       | Atmosphérique                       | Atmosphérique                                        |
| Cylindrée (cm³)               | 1 798                                      | 1 998                               | 1 998                               | 1 987                                                |
| Puissance maximale ch (kW)    | Thermique : 122 Cumulée : 140 (103)        | Thermique : 184 Cumulée : 198 (145) | Thermique : 184 Cumulée : 198 (145) | Thermique : 152 Électrique : 163 Cumulée : 223 (164) |
| Couple maximal (N m)          | Thermique : 142 Électrique : Cumulée : 185 |                                     |                                     | Thermique : 190 Électrique : 208 Cumulée :           |
| Boîte de vitesses             | A train épicycloïdal (e-CVT)               | A train épicycloïdal (e-CVT)        | A train épicycloïdal (e-CVT)        | A train épicycloïdal (e-CVT)                         |
| Transmission                  | Traction                                   | Traction                            | Intégrale                           | Traction                                             |
| 0-100 km/h (s)                | 9,9                                        | 8,1                                 | 7,9                                 | 7,4                                                  |
| Vitesse maximale (km/h)       | 170                                        | 180                                 | 180                                 | 180                                                  |
| Consommation (ℓ/100 km)       |                                            |                                     |                                     |                                                      |
| Émissions de CO2 (g/km)       | 103                                        | 107                                 | 112                                 | 19                                                   |
| Masse à vide (kg)             |                                            |                                     |                                     |                                                      |
| Batterie                      |                                            |                                     |                                     |                                                      |
| Type de batterie              | Lithium-ion                                | Lithium-ion                         | Lithium-ion                         | Lithium-ion                                          |
| Capacité de la batterie (kWh) | 4,08                                       | 4,08                                | 4,08                                | 13,6                                                 |
| Autonomie (km) - cycle WLTP   |                                            |                                     |                                     | 66                                                   |

## Finitions

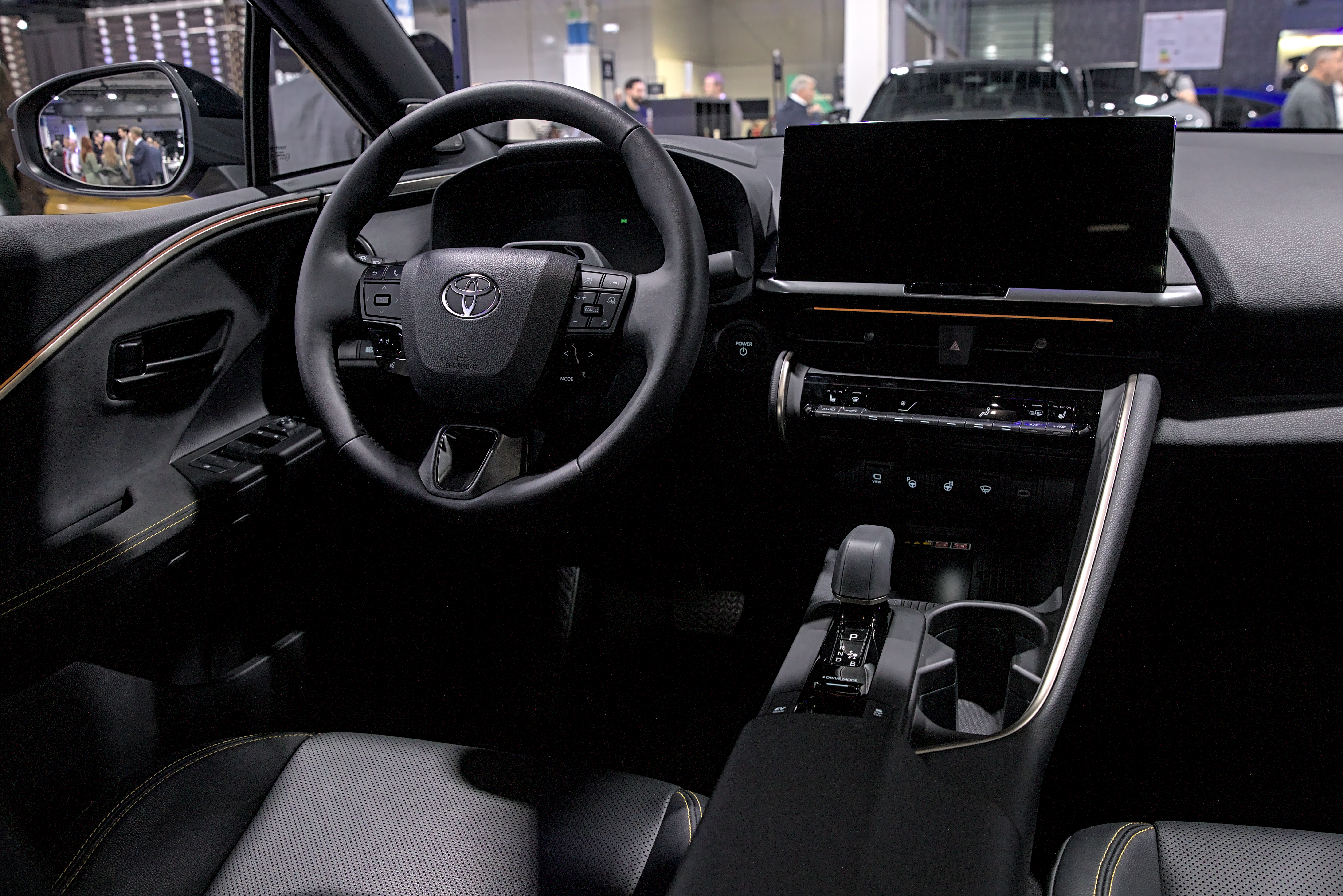
Intérieur

- Dynamic[7]
- Design
- Collection
- GR Sport

### Séries spéciales
La première année de commercialisation uniquement :
- Collection Première[8]
- GR Sport Première

## Concept car
La C-HR est préfigurée par le concept car Toyota C-HR Prologue présenté en 2022